# Зграда у улици Љубе Нешића 31 у Зајечару
Зграда у улици Љубе Нешића 31 у Зајечару налази се у Зајечару. Уписана је у листу заштићених споменика културе Републике Србије од 1982. године (ИД бр. СК 593). 

## Карактеристике
Налази се у у непосредној близини најужег градског језгра у у улици Љубе Нешића бр. 31 у Зајечару. Саграђена је 1911. године као пословно стамбени објекат у низу. Зграда је једноставних димензија са дужином фасадног фронта према улици од 3,70 метара. Састоји се из приземља, у коме је смештен мањи локал, и спрата на којем се налазе две просторије једна оријентисана према улици, а друга према дворишту. Улична фасада обрађена је у вештачком камену са композицијом у маси, и са лучном атиком као завршеним елементом, на којој стоји исписана година градње. Симетричност композиције наглашена је ветроказом са декоративним гвозденим елементима, постављеним у самом средишту темена атике, која је са стране акцентована пирамидалним стубићима у виду обелиска. 